# Louis Tannert

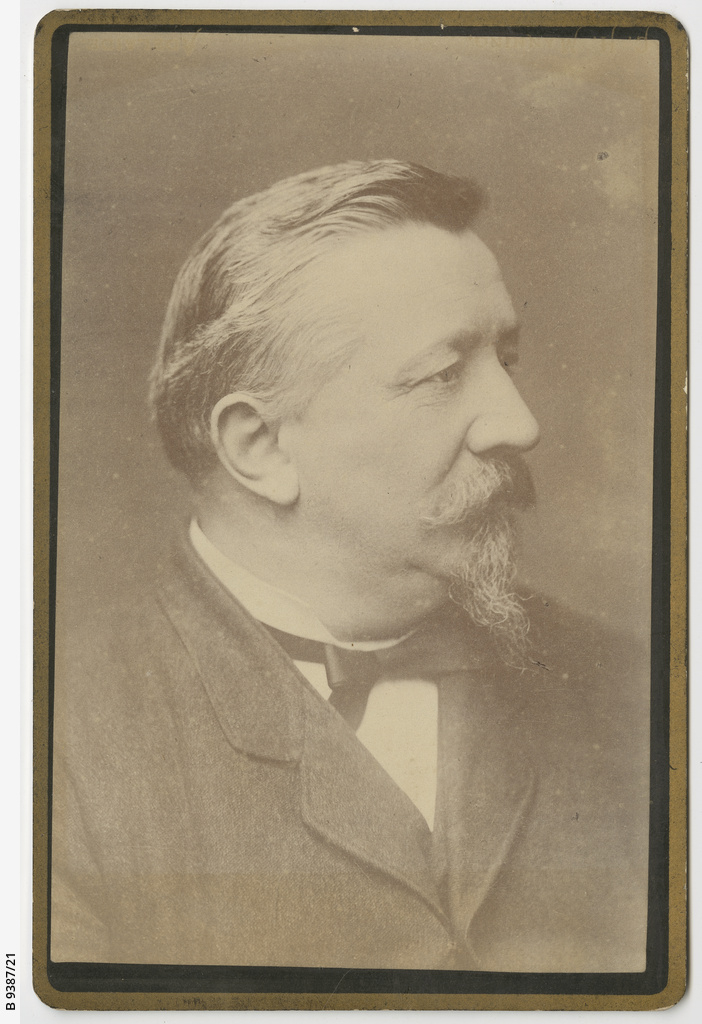
Louis Tannert, 1886

August Ludwig „Louis“ Tannert (* 28. Oktober 1831 in Leipzig, Königreich Sachsen; † 26. März 1915 in Melbourne, Australien) war ein deutsch-australischer Genre- und Porträtmaler, Kunstlehrer und Kurator.

## Leben

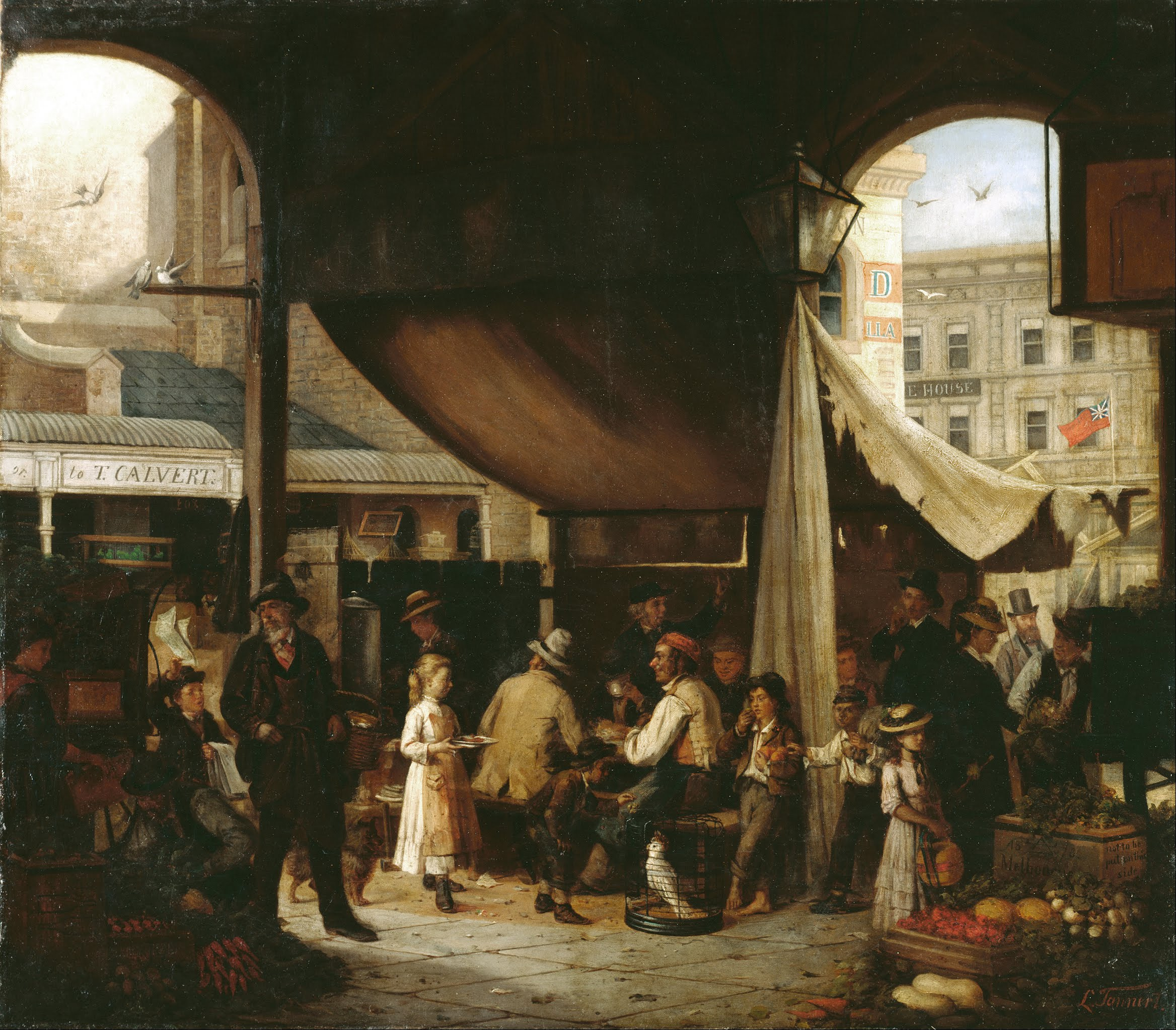
Paddy’s Market, 1878, National Gallery of Australia

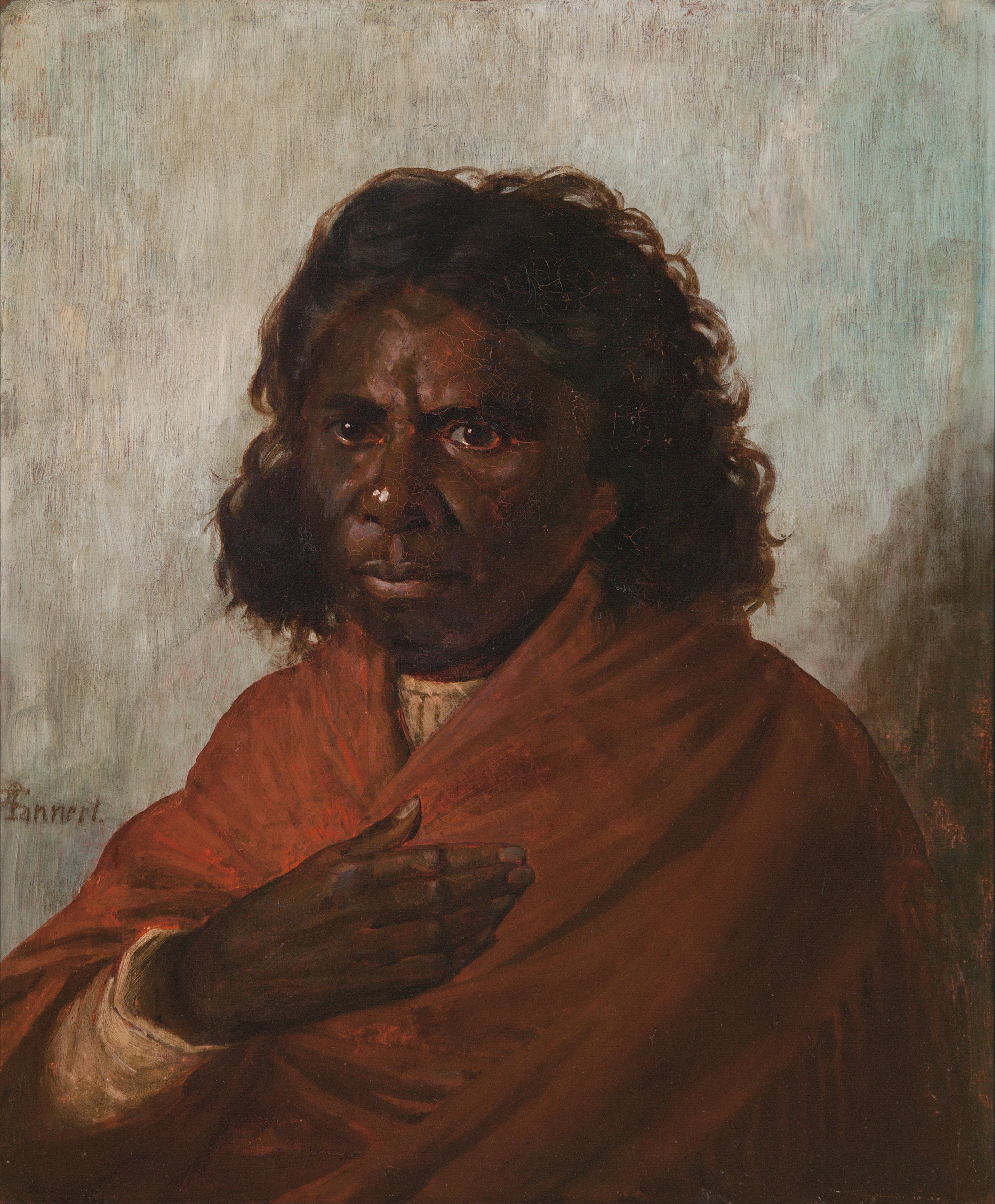
An Aboriginal Queen, um 1891, Art Gallery of South Australia

Als „neuerer Künstler“ war Tannert 1867 in Sachsen greifbar. 1873 lebte er in Düsseldorf-Pempelfort und schuf Genremotive im spätromantischen Stil der Düsseldorfer Schule. 1876 war sein Gemälde Die gute Censur in der Zeitschrift Die Gartenlaube als Illustration vertreten.
An Bord der HMS Kent erreichte Tannert am 17. Dezember 1876 Melbourne, die Hauptstadt von Victoria in Australien. Ab 1880 lebte er in Adelaide, South Australia. In Australien trat er vor allem als Genremaler, aber auch als Porträtmaler in Erscheinung. Durch Empfehlung des Malers Eugene von Guerard bekam er die Position des Schulleiters der South Australian School of Design angeboten, die er von 1881 bis 1892 bekleidete. Dort unterrichtete er auch gemischte Abendkurse für männliche und weibliche Schüler. Von 1882 bis 1889 war er außerdem Kurator der Art Gallery of South Australia. Er verstarb 84-jährig in Melbourne, im Old Colonists Home, Rushall Crescents. Unklar ist, ob er mit dem Maler Ernst Tannert verwandt ist.